# Apoptose
Apoptose — немецкий дарк-эмбиент проект, состоящий из одного человека по фамилии Рудигер.
Дебютный альбом под названием Nordland был выпущен 1 мая 2000 года тиражом 1000 экземпляров под лейблом Tesco Organisation. Альбом посвящён «вековому спокойствию древних могил», для записи музыкант ездил по скандинавским странам, посещая древние захоронения. В альбоме изобилует мрачный эмбиент, атмосферное звучание, семплы хоралов, ритуальные барабаны. В оформлении использованы фотографии, сделанные Apoptose в Швеции.
30 апреля 2002 выходит альбом Blutopfer. В основу положены записи c ежегодного священного фестиваля Semana Santa в деревне Calanda (Испания). Практически на протяжении всего альбома слышна барабанная дробь.
Спустя почти пять лет, в мае 2007, Apoptose выпускает альбом Schattenmädchen, посвящённый андеграунду японских мегаполисов, глубинам мировой информационной сети, детским страхам и многим прочим вещам, которые являются источником фобий в современном обществе. Большинство треков писалось для различных сборников, которые так и не вышли в свет. Переработав материал с помощью японского кибер-поэта Кэндзи Сиратори, Apoptose завершил этот цикл и выпустил его в виде альбома Schattenmadchen. На записях впервые используется голос — тексты на английском, немецком и японском языках.
Работа над следующим альбом Bannwald была завершена весной 2009 года, а выпущен альбом был в 2010 году.

## Дискография
- 2000 — Nordland
- 2002 — Blutopfer
- 2007 — Schattenmädchen
- 2010 — Bannwald
- 2014 — Ana Liil
- 2018 — Die Zukunft
- 2020 — Bannwald